# ARCANA PROJECTの〜今からラジオで起きる奇跡〜
ARCANA PROJECTの〜今からラジオで起きる奇跡〜(あるかなぷろじぇくとのいまかららじおでおきるきせき)は、2021年4月3日から2025年3月29日までエフエム富士で放送されていたラジオ番組。放送時間は、毎週土曜日18:00-18:54

## 概要
ARCANA PROJECTの自己紹介MCを「今からあなたに起こる奇跡」ではじめることに由来しており、SNS等における略称は #いまらじ 。
MCを持ちまわり制として、グループのコンセプトを活かしつつ各メンバーの魅力を紹介する構成を基本的にとる。コーナーとコーナーの間に流れる楽曲はオリジナルの持ち歌のほか、メンバーのオススメ楽曲が掛かることから、アニメソングが多く掛かる傾向にある。

## ゲスト
#7 2021/5/15 鹿目凛(でんぱ組.inc)
#17 2021/7/24 綾瀬志希・百瀬怜(CYNHN)
#34 2021/11/20 岡田彩夢(虹のコンキスタドール)
#49 2022/3/5 熊田茜音
#50 2022/3/12 相沢梨紗(でんぱ組.inc)
#60 2022/5/21 樋口楓
#69 2022/7/23 相沢梨紗(でんぱ組.inc)・公開収録
#82 2022/10/22 MindaRyn
#88 2022/12/3 熊田茜音
#95 2023/1/21 TRUE
#106 2023/4/8 来栖りん
#118 2023/7/1 相沢梨紗(でんぱ組.inc)
#120 2023/7/15 村上奈津実
#122 2023/7/29 ニノミヤユイ
#127 2023/9/2 熊田茜